# Setzberg
Der Setzberg ist ein 1706 m ü. NHN hoher Berg im Mangfallgebirge. Der Berg ist als einfache Bergwanderung von Sutten oder von Rottach-Egern über das Wallberghaus zu erreichen. Es gibt Übergänge zu Wallberg und Risserkogel.